# Occitano provençal
O provençal (provençau) é uma das variedades da língua occitana falada na Provença e na metade oriental do Gard, no sudeste francês.

## Dados
Vindo de Itália em direção ao ocidente, seguindo a ribeira ligure, chegamos ao domínio do provençal. Neste local, a fronteira política actual entre a França e a Itália coincide, aproximadamente, com a fronteira linguística. Ventimiglia, posto fronteiriço italiano, fala um dialeto notadamente ligure; poucos quilómetros a oeste, em Nice, fala-se já um dialeto essencialmente provençal, mesmo não estando isento de influxos italianos; Menton, primeira estação francesa na linha Génova-Marselha, possui um dialeto de transição entre o provençal e o galo-itálico (pelo que possui de provençal, é melhor classificado no grupo alpino, como os dialetos provençais de Piemonte), enquanto Mónaco era uma antiga ilha ligure.
A correspondência entre fronteira política, fronteira geográfica e fronteira linguística desaparece se, abandonando a costa, se seguir na direção alpina. Entre provençal e ligure (e mais ao norte entre provençal e piemontês) como entre franco-provençal e piemontês mais a nordeste, os Alpes não representam uma fronteira linguística. Este é um dos exemplos citados pelos linguistas mais a fundo para mostrar como limites geográficos muito grandes (cadeias de montanhas e grandes rios), não correspondem, mais de uma vez, a fronteiras linguísticas. Aqui as condições linguísticas não se devem ao limite geográfico e sim a profundas razões históricas. Territórios cisalpinos e transalpinos pertenceram por séculos inteiros a uma só unidade política; sob a Casa de Saboia, originária de Chambéry, a língua da administração, dos tribunais, etc. era o francês, que se estendeu ao Piemonte, onde permaneceu até o século XIX, após que, posteriormente, o italiano reconquistou terreno.

Mapa cronológico mostrando o desenvolvimento das línguas do sudoeste da Europa entre as quais o provençal (franco-provençal).

Provençal (/ˌprɒvɒ̃ˈsɑːl/, /alsoUKʔsæl/, US /ˌproʊʔ,_ʔvənʔ/; em francês:  provençal [pʁɔvɑ̃sal], pʁovãⁿˈsalə; em occitano:  provençau ou prouvençau pʀuvenˈsaw é uma variedade linguística do  occitano falado por uma minoria de pessoas no sul da França, principalmente na Provença. Historicamente, o termo provençal foi usado para se referir a toda a língua occitana, mas hoje é considerado mais tecnicamente apropriado referir-se apenas à variedade de occitano falada na Provença..
Provençal é também o nome costumeiro dado à versão mais antiga da língua Occitana]] usado pelos trovadores da literatura medieval quando o Francês Antigo ou o   langue d'oïl  foi limitado às áreas do norte da França. Portanto, o código ISO 639-3 para o Occitano Antigo é [pro].
Em 2007, todos os códigos ISO 639-3 para dialetos occitanos, incluindo [prv] para provençal, foram retirados e fundidos em [oci] occitano. Os códigos antigos ([prv], [auv], [gsc], [lms], [lnc]) não estão mais em uso ativo, mas ainda têm o significado atribuído a eles quando foram estabelecidos na Norma.

## Sub-dialetos
Os principais subdialetos do Provençal são:
- Rodanenc  (em francês  Rhodanien ) em torno do baixo rio Ródano, Arles, Avignon, Nîmes.
  - Uma subvariedade Rodanenc, o Shuadit (ou Judaico-Provençal), foi considerado extinto desde 1977. Era falado pela comunidade judaica ao redor de Avignon. Quando os judeus receberam liberdade de residência na França, o dialeto diminuiu.
- Maritim  ou  Centrau  ou  Mediterranèu  (Marítimo ou Central ou Mediterrâneo) em torno de Aix-en-Provence, Marselha, Toulon, Cannes, Antibes, Grasse, Forcalquier, Castellane, Draguignan.
- Niçardo  no baixo Condado de Nice.

  Gavòt  (em francês  Gavot ), falado nos Alpes Occitanos Ocidentais, em torno de Digne, Sisteron,  Gap, Barcelonnette e o Condado de Nice superior, mas também em uma parte do Ardèche, não é exatamente um subdialeto do provençal, mas sim um dialeto occitano intimamente relacionado, também conhecido como Vivaro-Alpine. Assim é o dialeto falado nos vales superiores de Piemonte, Itália (Val Maira, Val Varacha, Val d'Estura, Entraigas, Limon, Vinai, Pignerol, Sestriera). Algumas pessoas veem Gavòt como uma variedade do provençal, já que uma parte da área de Gavot (perto de Digne e Sisteron) pertence à histórica Provença.

## Ortografia
Quando escritos na norma Mistraliana (" normo mistralenco"), os artigos definidos são  lou no singular masculino,  la no feminino singular e  li no plural masculino e feminino ( lis antes das vogais). Substantivos e adjetivos geralmente eliminam as terminações latinas masculinas, mas  -e  permanece; a terminação feminina é  -o . Os substantivos não se flexionam para o número, mas todos os adjetivos terminados em vogais ( -e  ou  -o ) tornam-se  -i , e todos os adjetivos no plural recebem  -s  antes das vogais.
Quando escritos na norma clássica (" norma classica"), os artigos definidos são masculinos  lo, femininos  la e no plural  lis. Substantivos e adjetivos geralmente eliminam as terminações latinas masculinas, mas  -e  permanece; a terminação feminina é  -a . Os substantivos se flexionam para o número, todos os adjetivos terminados em vogais ( -e  ou  -a ) tornam-se  -i , e todos os adjetivos no plural recebem  -s .
|          |           | Português      | Mistral        | Clássico           |
| Singular | Masculino | O bom amigo    | lou boun ami   | lo bon amic        |
| Singular | Feminino  | O bom amigo    | la bouno amigo | la bona amiga      |
| Plural   | Masculino | Os bons amigos | li bouns ami   | l(e)i bons amics   |
| Plural   | Feminine  | Os bons amigos | li bounis ami  | l(e)i bonis amigas |

A pronúncia permanece a mesma em ambas as normas (Mistralian e clássica), que são apenas duas maneiras diferentes de escrever a mesma língua.

## Literatura
A literatura provençal moderna foi impulsionada pelo Prêmio Nobel Frédéric Mistral e pela associação Félibrige que ele fundou com outros escritores, como Théodore Aubanel. O início do século XX viu outros autores como Joseph d'Arbaud, Batisto Bonnet e Valère Bernard. A língua foi aprimorada e modernizada desde a segunda metade do século 20 por escritores como Robèrt Lafont, Pierre Pessemesse, Claude Barsotti, Max-Philippe Delavouët, Philippe Gardy, Florian Vernet,  Danielle Julien, Jòrgi Gròs, Sèrgi Bec, Bernat Giély e muitos outros

## Amostra de texto
Provençal (ortografia Mistral)
li persouno naisson liéuro e egalo en dignita e en dre. Soun doutado de rasoun e de counsciènci e li fau agi entre éli em' un esperit de freiresso.
Niçard (Ortografia Clássica)
Totei lei personas naisson liuras e egalas en dignitat e en drech. Son dotadas de rason e de consciéncia e li cau agir entre elei amb un esperit de frairesa.
Niçard (Ortografia Mistral)
Touti li persouna naisson lib(e)ri e egali en dignità e en drech. Soun doutadi de rasoun e de counsciència e li cau agì entre eli em' un esperit de fratelança.
Niçard (Ortografia Clássica)
Toti li personas naisson liuri e egali en dignitat e en drech. Son dotadi de rason e de consciéncia e li cau agir entre eli emb un esperit de frairesa.
Português
Todos os seres humanos nascem livres e iguais em dignidade e direitos. Eles são dotados de razão e consciência e devem agir em relação uns aos outros com espírito de fraternidade. (Artigo 1 da Declaração Universal dos Direitos Humanos)